# Gemeindegebietsreform in Sachsen-Anhalt 2004/2005
Um die Verwaltungskraft der bestehenden Verwaltungsgemeinschaften (VG) zu stärken, beschloss die Landesregierung von Sachsen-Anhalt die für diesen Gemeindeverband geforderte Mindesteinwohnerzahl von 5000 auf 10000 zu erhöhen. Aufgrund einer landesweit unterdurchschnittlichen Bevölkerungsdichte konnte die Gesamteinwohnerzahl auch weiterhin unter 10.000 liegen, durfte 5000 aber nicht unterschreiten. Diese Änderung der Gemeindeordnung für das Land Sachsen-Anhalt führte landesweit zu einer ganzen Reihe von Auflösungen und Neugründungen von Verwaltungsgemeinschaften. 
Im Rahmen dieser Reform entschlossen sich die Mitgliedsgemeinden einzelner Verwaltungsgemeinschaften freiwillig zur Aufgabe der Selbstständigkeit und Bildung einer (verwaltungsgemeinschaftsfreien) Einheitsgemeinde. Solche bestehenden oder neu gegründeten Einheitsgemeinden mussten mindestens 8000 Einwohner aufweisen. Im Falle des Unterschreitens dieser Einwohnerzahl war eine Zuordnung zu einer Verwaltungsgemeinschaft vorgesehen, bei der die ehemalige Einheitsgemeinde Trägergemeinde wurde.

## Altmarkkreis Salzwedel
- Bildung der VG Arendsee-Kalbe (1. Januar 2005) aus: 
  - allen Gemeinden der aufgelösten VGs Arendsee/Altmark und Umgebung und Kalbe (Milde)
  - den Gemeinden Brunau, Jeetze, Packebusch und Vienau der aufgelösten VG Altmark-Mitte
- Bildung der VG Beetzendorf-Diesdorf aus allen Gemeinden der aufgelösten VGs Beetzendorf und Diesdorf-Dähre (1. Januar 2005)
- Bildung einer neuen VG Klötze aus allen Gemeinden der aufgelösten VGs Jeetze-Ohre-Drömling und Klötze (1. Januar 2005)
- Erweiterung der VG Salzwedel-Land um die Gemeinden Badel, Fleetmark, Jeggeleben, Kerkau, Rademin, Vissum und Zethlingen der aufgelösten VG Altmark-Mitte (1. Januar 2005)
- Bildung der VG Südliche Altmark aus allen Gemeinden der aufgelösten VGs Gardelegen-Land und Mieste (1. Januar 2005)

## Landkreis Anhalt-Zerbst
- Erweiterung der VG Coswig (Anhalt) um die Gemeinden Bräsen, Hundeluft, Jeber-Bergfrieden, Mühlstedt, Ragösen, Serno, Stackelitz und Thießen der aufgelösten VG Rosseltal (1. Januar 2005)
- Erweiterung der kreisfreien Stadt Dessau durch Eingemeindung der Gemeinden Brambach und Rodleben der aufgelösten VG Rosseltal (1. Januar 2005)
- Bildung der VG Elbe-Ehle-Nuthe (1. Januar 2005) aus:
  - allen Gemeinden der aufgelösten VGs Vorfläming und Zerbster Land
  - den Gemeinden Hobeck, Loburg, Rosian, Schweinitz und Zeppernick der aufgelösten VG Loburg
- Erweiterung der VG Wörlitzer Winkel um alle Gemeinden der aufgelösten VG Oranienbaum (1. Januar 2005)

## Landkreis Aschersleben-Staßfurt
- Erweiterung der Einheitsgemeinde Stadt Aschersleben durch Eingemeindung der Gemeinde Winningen der aufgelösten VG Bördeblick (1. März 2004)
- Bildung der Einheitsgemeinde Stadt Hecklingen durch Zusammenschluss der Gemeinden Cochstedt, Groß Börnecke, Hecklingen und Schneidlingen der aufgelösten VG Bördeblick (1. März 2004)

- Erweiterung der VG Aschersleben/Land um die Gemeinden Drohndorf, Freckleben, Mehringen und Schackenthal der aufgelösten VG Wippertal (1. Januar 2005)
- Bildung der VG Egelner Mulde aus allen Gemeinden der aufgelösten VGs Bördeaue und Börde-Hakel und der bisherigen Einheitsgemeinde Stadt Egeln (1. Januar 2005)
- Bildung der VG Seeland aus den Gemeinden der aufgelösten VG Hoym-Nachterstedt und der bisherigen Einheitsgemeinde Gatersleben (1. Januar 2005)
- Bildung der VG Stadt Hecklingen aus der Gemeinde Giersleben der aufgelösten VG Wippertal und der bisherigen Einheitsgemeinde Stadt Hecklingen (1. Januar 2005)
- Erweiterung der VG Staßfurt um die Gemeinde Amesdorf der aufgelösten VG Wippertal (1. Januar 2005)

## Landkreis Bernburg
- Bildung einer neuen VG Nienburg (Saale) aus allen Gemeinden der aufgelösten VGs Bernburg-Land und Nienburg (Saale) (1. Januar 2005)
- Bildung der VG Saale-Wipper aus allen Gemeinden der aufgelösten VGs Alsleben und Wipperaue (1. Januar 2005)

## Landkreis Bitterfeld
- Bildung der Einheitsgemeinde Sandersdorf durch Zusammenschluss der Gemeinden der aufgelösten VG Sandersdorf (1. Juli 2004)

- Bildung der VG Bitterfeld (1. Januar 2005) aus:
  - allen Gemeinden der aufgelösten VG Am Strengbach
  - den Gemeinden Friedersdorf und Mühlbeck der aufgelösten VG Muldestausee
  - den bisherigen Einheitsgemeinden Stadt Bitterfeld und Holzweißig
- Bildung der VG Muldestausee-Schmerzbach (1. Januar 2005) aus:
  - allen Gemeinden der aufgelösten VG Schmerzbach
  - den Gemeinden Muldenstein und Pouch der aufgelösten VG Muldestausee
- Erweiterung der VG Raguhn um die Stadt Jeßnitz der aufgelösten VG Jeßnitz-Bobbau (1. Januar 2005)
- Erweiterung VG Wolfen um die Gemeinde Bobbau der aufgelösten VG Jeßnitz-Bobbau (1. Januar 2005)
- Bildung der Einheitsgemeinde Stadt Zörbig durch Zusammenschluss der Gemeinden der aufgelösten VG Zörbig (1. Januar 2005)

## Bördekreis
- Bildung der VG „Börde“ Wanzleben aus allen Gemeinden der aufgelösten VGs „Börde“ Seehausen/Klein Wanzleben und Sarretal-Wanzleben (1. Januar 2004)

- Bildung der VG Obere Aller aus allen Gemeinden der aufgelösten VGs Allerquelle, Hötensleber Winkel und Ost-Lappwald sowie der bisherigen Einheitsgemeinde Wefensleben (1. Januar 2005)
- Bildung der VG Westliche Börde aus allen Gemeinden der aufgelösten VGs Gröningen und Hamersleben (1. Januar 2005)

## Burgenlandkreis
- Bildung einer neuen VG An der Finne (1. Januar 2005) aus:
  - allen Gemeinden der aufgelösten VGs An der Finne und Finne
  - den Gemeinden Golzen und Thalwinkel aus der VG Laucha an der Unstrut
  - den Gemeinden Memleben und Wohlmirstedt aus der VG Mittlere Unstrut
- Erweiterung der VG Droyßiger-Zeitzer Forst um die Gemeinden Bröckau, Droßdorf, Heuckewalde und Wittgendorf der aufgelösten VG Schnaudertal (1. Januar 2005)
- Bildung der VG Unstruttal (1. Januar 2005) aus:
  - allen Gemeinden der aufgelösten VG Freyburger Land
  - den Gemeinden Burgscheidungen, Burkersroda, Hirschroda, Kirchscheidungen, Laucha an der Unstrut und Weischütz der aufgelösten VG Laucha an der Unstrut
  - den Gemeinden Karsdorf, Nebra (Unstrut), Reinsdorf und Wangen der aufgelösten VG Mittlere Unstrut
- Erweiterung der VG Wethautal um die Gemeinden der aufgelösten VG Heidegrund (1. Januar 2005)
- Bildung der VG Zeitzer Land (1. Januar 2005) aus:
  - allen Gemeinden der aufgelösten VG Maibach-Nödlitztal
  - den Gemeinden Geußnitz, Kayna und Würchwitz der aufgelösten VG Schnaudertal
  - der bisherigen Einheitsgemeinde Stadt Zeitz

## Landkreis Halberstadt
- Bildung der VG Bode-Holtemme aus allen Gemeinden der aufgelösten VGs Schwanebeck und Untere Bode (1. Januar 2005)
- Bildung der VG Osterwieck-Fallstein aus allen Gemeinden der aufgelösten VG Osterwieck und der bisherigen Einheitsgemeinde Aue-Fallstein (1. Januar 2005)

## Landkreis Jerichower Land
- Bildung der VG Biederitz-Möser (1. Januar 2005) aus:
  - allen Gemeinden der aufgelösten VG Möser
  - den Gemeinden Biederitz, Gerwisch, Gübs, Königsborn und Woltersdorf der aufgelösten VG Biederitz
- Bildung der VG Elbe-Stremme-Fiener aus allen Gemeinden der aufgelösten VGs Jerichow und Stremme-Nordfiener (1. Januar 2005)
- Bildung der Verwaltungsgemeinschaft Genthin (1. Januar 2005) aus: 
  - den Gemeinden Gladau, Paplitz und Tucheim aus der aufgelösten VG Fläming-Fiener
  - der bisherigen Einheitsgemeinde Stadt Genthin
- Bildung der Einheitsgemeinde Stadt Gommern (1. Januar 2005) durch:
  - Zusammenschluss der Gemeinden der aufgelösten VG Gommern sowie
  - Eingemeindung der Gemeinden Menz, Nedlitz und Wahlitz der aufgelösten VG Biederitz und
  - Eingemeindung der Gemeinden Ladeburg und Leitzkau der aufgelösten VG Loburg aus dem Landkreis Anhalt-Zerbst
- Bildung der Verwaltungsgemeinschaft Möckern-Fläming (1. Januar 2005) aus:
  - allen Gemeinden der aufgelösten VG Möckern
  - den Gemeinden Dörnitz, Drewitz, Grabow, Krüssau, Küsel, Magdeburgerforth, Reesdorf, Reesen, Rietzel, Schopsdorf, Stresow, Theeßen und Wüstenjerichow der aufgelösten VG Fläming-Fiener

## Landkreis Köthen
- Erweiterung der Stadt Gröbzig in der VG Fuhneaue durch Eingemeindung der Gemeinde Wörbzig der aufgelösten VG Ziethetal (1. Januar 2004)
- Bildung der Einheitsgemeinde Stadt Köthen (Anhalt) (1. Januar 2004) durch:
  - Zusammenschluss der Gemeinden der aufgelösten VG Köthen-Arensdorf-Baasdorf sowie
  - Eingemeindung der Gemeinden Dohndorf, Löbnitz an der Linde und Wülknitz der aufgelösten VG Ziethetal
- Erweiterung der VG Osternienburg um die Gemeinden Großpaschleben, Kleinpaschleben, Trinum und Zabitz der aufgelösten VG Ziethetal (1. Januar 2004)

- Erweiterung der VG Osternienburg um die Gemeinde Libbesdorf der aufgelösten VG Oberes Ziethetal (1. Januar 2005)
- Bildung der Verwaltungsgemeinschaft Südliches Anhalt (1. Januar 2005) aus:
  - allen Gemeinden der aufgelösten VGs Anhalt-Süd und Fuhneaue
  - den Gemeinden Fraßdorf, Großbadegast, Hinsdorf, Meilendorf, Quellendorf, Reupzig und Scheuder aus der aufgelösten VG Oberes Ziethetal

## Landkreis Mansfelder Land
- Bildung der Einheitsgemeinde Lutherstadt Eisleben durch Zusammenschluss aller Gemeinden der aufgelösten VG Eisleben (1. Januar 2004)

- Bildung der VG Lutherstadt Eisleben (1. Januar 2005) aus:
  - den Gemeinden Bischofrode, Osterhausen und Schmalzerode der aufgelösten VG Am Hornburger Sattel
  - der bisherigen Einheitsgemeinde Lutherstadt Eisleben, die um die Gemeinden Rothenschirmbach und Wolferode der aufgelösten VG Am Hornburger Sattel erweitert wurde (1. Januar 2005)
  - den Gemeinden Hedersleben und Polleben der aufgelösten VG Mansfelder Platte
  - der Gemeinde Unterrißdorf der VG Seegebiet Mansfelder Land
- Erweiterung der VG Gerbstedt (1. Januar 2005) um:
  - die Gemeinden Augsdorf, Burgsdorf, Hübitz, Rottelsdorf und Siersleben der aufgelösten VG Mansfelder Platte (1. Januar 2005)
  - die Gemeinde Klostermansfeld der aufgelösten VG Klostermansfeld
- Bildung der Einheitsgemeinde Stadt Mansfeld (1. Januar 2005) durch:
  - Zusammenschluss aller Gemeinden der aufgelösten VG Mansfeld und
  - Eingemeindung der Gemeinden Annarode und Siebigerode der aufgelösten VG Klostermansfeld
- Erweiterung der VG Mansfelder Grund-Helbra (1. Januar 2005) um:
  - die Gemeinde Bornstedt der aufgelösten VG Am Hornburger Sattel
  - die Gemeinde Benndorf der aufgelösten VG Klostermansfeld
- Erweiterung der VG Seegebiet Mansfelder Land (1. Januar 2005) um:
  - die Gemeinde Hornburg der aufgelösten VG Am Hornburger Sattel
  - die Gemeinden Dederstedt und Neehausen der aufgelösten VG Mansfelder Platte
- Bildung der VG Wipper-Eine aus allen Gemeinden der aufgelösten VGs Einetal-Vorharz, Sandersleben und Wippra (1. Januar 2005)

## Landkreis Merseburg-Querfurt
- Bildung der Einheitsgemeinde Stadt Braunsbedra durch Zusammenschluss aller Gemeinden der aufgelösten VG Unteres Geiseltal (1. Januar 2004)
- Erweiterung der Einheitsgemeinde Stadt Querfurt durch Eingemeindung aller Gemeinden der aufgelösten VG Forst Hermannseck (1. Januar 2004)

- Bildung der Einheitsgemeinde Schkopau (1. August 2004) durch:
  - Zusammenschluss aller Gemeinden der aufgelösten VG Saale-Elster-Aue und
  - Eingemeindung der Gemeinden Döllnitz und Lochau (aus der VG Kabelske-Tal) sowie Hohenweiden (aus der VG Westliche Saaleaue) aus dem Saalkreis

- Bildung der VG Bad Lauchstädt (1. Januar 2005) aus:
  - der bisherigen Einheitsgemeinde Stadt Bad Lauchstädt
  - den Gemeinden Klobikau und Milzau sowie der Stadt Schafstädt der VG Laucha-Schwarzeiche[Anm. 1]
- Delitz am Berge (aus der aufgelösten VG Laucha-Schwarzeiche) wird Einheitsgemeinde (1. Januar 2005)[Anm. 1]
- Erweiterung der Einheitsgemeinde Schkopau durch Eingemeindung der Gemeinde Knapendorf der aufgelösten VG Laucha-Schwarzeiche (1. Januar 2005)
- Bildung der VG Weida-Land durch Zusammenschluss aller Gemeinden der aufgelösten VGs Wein-Weida-Land und Weitzschker Weidatal (1. Januar 2005)

- Bildung der VG Leuna-Kötzschau (14. Juni 2006) aus:
  - den Gemeinden Friedensdorf, Horburg-Maßlau, Kötschlitz, Kötzschau, Kreypau und Zweimen aus der VG Kötzschau
  - der bisherigen Einheitsgemeinde Stadt Leuna

- Erweiterung der VG Leuna-Kötzschau um die Gemeinden Günthersdorf, Rodden, Wallendorf (Luppe) und Zöschen der aufgelösten VG Kötzschau (1. Oktober 2006)

1. 1 2  Nach erfolgreicher Klage der Gemeinde Delitz am Berge vor dem Verwaltungsgericht Halle bestand die VG Laucha-Schwarzeiche seit dem 5. April 2005 mit den beiden Gemeinden Delitz am Berge und Schafstädt noch bis zum 31. Dezember 2007 fort.

## Landkreis Quedlinburg
- Quedlinburg (aus der aufgelösten VG Quedlinburg) wird Einheitsgemeinde (1. Januar 2004)
- Erweiterung der VG Thale um die Gemeinde Westerhausen der aufgelösten VG Quedlinburg (1. Januar 2004)

- Bildung der VG Ballenstedt/Bode-Selke-Aue aus allen Gemeinden der aufgelösten VGs Ballenstedt und Bode-Selke-Aue (1. Januar 2005)

## Saalkreis
- Bildung der Einheitsgemeinde Kabelsketal durch Zusammenschluss der Gemeinden Dieskau, Dölbau, Gröbers und Großkugel der aufgelösten VG Kabelske-Tal (1. Januar 2005)
- Erweiterung der Stadt Landsberg durch Eingemeindung der Gemeinde Queis der aufgelösten VG Kabelske-Tal (1. Januar 2005)
- Bildung der VG Östlicher Saalkreis aus allen Gemeinden der aufgelösten VGs Landsberg und Saalkreis-Ost (1. Januar 2005)
- Bildung der VG Saalkreis Nord (1. Januar 2005) aus:
  - allen Gemeinden der aufgelösten VG Nördlicher Saalkreis
  - den Gemeinden Brachwitz, Döblitz, Dößel, Gimritz, Neutz-Lettewitz, Rothenburg und Wettin der aufgelösten VG Wettin
- Bildung der Einheitsgemeinde Teutschenthal durch Zusammenschluss der Gemeinden Holleben, Teutschenthal und Zscherben der aufgelösten VG Westliche Saaleaue (1. Januar 2005)
- Erweiterung der VG Westlicher Saalkreis um die Gemeinde Kloschwitz der aufgelösten VG Wettin (1. Januar 2005)
- Erweiterung der VG Würde/Salza um die Gemeinde Angersdorf der aufgelösten VG Westliche Saaleaue (1. Januar 2005)

## Landkreis Sangerhausen
- Bildung der VG Goldene Aue aus allen Gemeinden der aufgelösten VGs „Kyffhäuser“ Berga-Kelbra-Tilleda und Helme (1. Januar 2004)

- Bildung der VG Allstedt-Kaltenborn aus allen Gemeinden der aufgelösten VGs Allstedt und Kaltenborn (1. Januar 2005)
- Bildung der VG Roßla-Südharz (1. Januar 2005) aus:
  - allen Gemeinden der aufgelösten VGs Roßla und Stolberg/Harz
  - den Gemeinden Breitenbach, Großleinungen und Wolfsberg der aufgelösten VG Südharz
- Erweiterung der VG Sangerhausen um die Gemeinden Gonna, Grillenberg, Horla, Lengefeld, Morungen, Obersdorf, Pölsfeld, Rotha und Wettelrode der aufgelösten VG Südharz (1. Januar 2005)

- Bildung der Einheitsgemeinde Stadt Sangerhausen (1. Oktober 2005) durch:
  - Zusammenschluss aller Gemeinden der aufgelösten VG Sangerhausen und
  - Eingemeindung der Gemeinden Breitenbach, Großleinungen und Wolfsberg der VG Roßla-Südharz

## Landkreis Schönebeck
- Bildung der VG Südöstliches Bördeland aus allen Gemeinden der aufgelösten VGs Bördeland und Östliche Börde (30. September 2004)

- Bildung der VG Elbe-Saale aus allen Gemeinden der aufgelösten VGs Elbe-Saale-Winkel und EL-SA-TA-L (1. Januar 2005)

## Landkreis Stendal
- Bildung der VG Arneburg-Goldbeck aus allen Gemeinden der aufgelösten VGs Arneburg-Krusemark und Mittlere Uchte (1. Januar 2005)
- Bildung der VG Bismarck/Kläden aus allen Gemeinden der aufgelösten VGs Bismark (Altmark) und Kläden (1. Januar 2005)
- Bildung der VG Elbe-Havel-Land aus allen Gemeinden der aufgelösten VGs Elb-Havel-Land und Schönhausen (Elbe) (1. Januar 2005)
- Erweiterung der  VG Osterburg um die Gemeinden Ballerstedt, Flessau, Gladigau und Rossau der aufgelösten VG Altmärkische Höhe (1. Januar 2005)
- Erweiterung der VG Seehausen (Altmark) um die Gemeinden Boock, Bretsch, Gagel, Heiligenfelde, Kossebau und Lückstedt der aufgelösten VG Altmärkische Höhe (1. Januar 2005)
- Bildung der VG Stendal-Uchtetal aus allen Gemeinden der aufgelösten VG Uchtetal und der bisherigen Einheitsgemeinde Stadt Stendal (1. Januar 2005)

## Landkreis Weißenfels
- Bildung der VG Lützen-Wiesengrund aus allen Gemeinden der aufgelösten VGs Lützen und Wiesengrund (1. Januar 2005)
- Bildung der VG Saaletal (1. Januar 2005) aus:
  - allen Gemeinden der aufgelösten VG Großkorbetha
  - den Gemeinden Goseck, Storkau und Uichteritz der aufgelösten VG Uichteritz
- Bildung der VG Vier Berge-Teucherner Land aus allen Gemeinden der aufgelösten VGs Teucherner Land und Vier Berge (1. Januar 2005)
- Bildung der VG Weißenfelser Land (1. Januar 2005) aus:
  - der Gemeinde Markwerben der aufgelösten VG Uichteritz
  - der bisherigen Einheitsgemeinde Stadt Weißenfels

## Landkreis Wernigerode
- Bildung der Einheitsgemeinde Stadt Elbingerode (Harz) durch Zusammenschluss aller Gemeinden der aufgelösten VG Bodfeld (Harz) (1. Januar 2004)

- Bildung der VG Brocken-Hochharz aus allen Gemeinden der aufgelösten VGs Brocken und Hochharz (1. Januar 2005)
- Derenburg (aus der aufgelösten VG Derenburg) wird Einheitsgemeinde (1. Januar 2005)
- Erweiterung der VG Nordharz um die Gemeinden Heudeber und Reddeber der aufgelösten VG Derenburg (1. Januar 2005)

- Erweiterung der VG Nordharz um die bisherige Einheitsgemeinde Derenburg (1. Dezember 2005)

## Landkreis Wittenberg
- Erweiterung der Stadt Annaburg durch Eingemeindung der Gemeinden Löben und Premsendorf der aufgelösten VG Holzdorf (1. März 2004)
- Erweiterung der Einheitsgemeinde Stadt Jessen (Elster) (1. März 2004) durch:
  - Eingemeindung der Gemeinden Gentha, Mellnitz, Morxdorf und Seyda der VG Elster-Seyda-Klöden und
  - Eingemeindung der Gemeinden Buschkuhnsdorf, Holzdorf, Kleinkorga, Linda (Elster), Mönchenhöfe, Neuerstadt und Reicho der aufgelösten VG Holzdorf

- Erweiterung der Einheitsgemeinde Stadt Jessen (Elster) durch Eingemeindung der Gemeinde Rade der VG Elster-Seyda-Klöden (1. Juli 2004)
- Erweiterung der VG Tor zur Dübener Heide um alle Gemeinden der aufgelösten VG Zschornewitz-Möhlau (1. Juli 2004)

- Bildung der VG Annaburg-Prettin aus allen Gemeinden der aufgelösten VGs Annaburg und Heideck-Prettin (1. Januar 2005)
- Bildung der VG Elbaue-Fläming aus allen Gemeinden der aufgelösten VGs Elster-Seyda-Klöden, Mühlengrund, Südfläming und Zahna (1. Januar 2005)
- Neubildung der VG Kemberg aus allen Gemeinden der aufgelösten VGs Bergwitzsee und Kemberg (1. Januar 2005)
- Bildung der VG Kurregion Elbe-Heideland aus allen Gemeinden der aufgelösten VGs Bad Schmiedeberg und Elbe-Heideland-Gemeinden (1. Januar 2005)